# Arcidiocesi di Eucaita

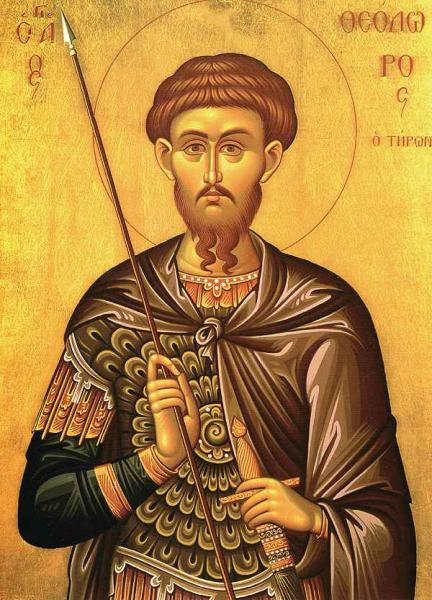
Icona raffigurante san Teodoro di Amasea, il cui santuario a Eucaita era meta di pellegrinaggio in epoca bizantina.

L'arcidiocesi di Eucaita (in latino Archidioecesis Euchaitena) è una sede soppressa del patriarcato di Costantinopoli e una sede titolare della Chiesa cattolica.

## Storia
Eucaita, identificabile con Avhat (Avkat) nell'odierna Turchia, è un'antica sede della provincia romana dell'Elenoponto nella diocesi civile del Ponto e nel patriarcato di Costantinopoli.
Questa antica diocesi bizantina è documentata nelle Notitiae Episcopatuum del patriarcato dal VII al XIV secolo, dapprima come arcidiocesi autocefala, e dall'inizio del X secolo come sede metropolitana. Secondo la Vita Ignatii di Stiliano di Neocesarea, Eucaita fu elevata al rango di metropolia dal patriarca Fozio in occasione della sua restaurazione sulla sede costantinopolitana nell'880, o poco dopo. Le Notitiae del X, XI e XII secolo assegnano a Eucaita quattro diocesi suffraganee, Gazala, Koutziagra, Sibiktos e Bariané, che furono probabilmente sedi effimere, benché siano documentati vescovi per queste diocesi.
La diocesi è documentata per la prima volta verso la fine del V secolo, durante il regno dell'imperatore Anastasio I (491-518), secondo un'iscrizione di questo periodo, che attesta anche l'esistenza del primo vescovo noto, Mamas; in quest'epoca la diocesi era ancora suffraganea dell'arcidiocesi di Amasea. Il primo arcivescovo conosciuto è Epifanio, alla fine del VII secolo, che partecipò al concilio ecumenico del 680 e al concilio in Trullo del 692. Il primo prelato attestato come metropolita fu Teodoro Santabarenos, imposto sulla sede di Eucaita dal patriarca Fozio, che in precedenza aveva costretto alle dimissioni l'arcivescovo Eufemiano.
Eucaita era famosa per aver dato i natali a san Teodoro, martirizzato a Amasea e le cui reliquie furono trasferite a Eucaita nel IV secolo; da questo momento la città divenne sede di un importante pellegrinaggio sulla tomba del santo.
Nella prima metà del XIV secolo la sede fu data in amministrazione ai metropoliti di Apro e di Cesarea; nel corso del secolo la sede fu soppressa per la crescente presenza mussulmana e la fine della comunità cristiana.
Dal 1922 Eucaita è annoverata tra le sedi arcivescovili titolari della Chiesa cattolica; la sede è vacante dal 28 giugno 1972. Il titolo è stato assegnato a tre vescovi: Bernard Gijlswijk, delegato apostolico in Sudafrica; Octavio Antonio Beras Rojas, arcivescovo coadiutore di Santo Domingo; e Bolesław Kominek, vescovo ausiliare di Breslavia.

## Cronotassi

### Vescovi, arcivescovi e metropoliti greci
- Mamas ? † (circa 491/518)
- Epifanio † (prima del 680 - dopo il 692)[8]
- Pietro † (circa VII-VIII secolo)[9]
- Teofilatto † (menzionato nel 787)[10]
- Eufemiano † (prima dell'869 - 880 deposto)[11]
- Teodoro Santabarenos † (880 - circa 913/920 deceduto)[12]
- Manuele † (X[13] o XI secolo[9])
- Filarete † (menzionato nel 945)[14]
- Filoteo † (prima del 956 - dopo il 971)[15]
- Simeone † (fine X secolo)[16]
- Michele † (fine X secolo - dopo il 1032)[17]
- Anonimo[18] † (circa XI secolo)[9]
- Eustazio † (XI secolo)[19]
- Nicola † (menzionato nel 1054)[20]
- Giovanni Mauropo † (dopo il 1054 - circa 1070 deceduto)
- Teodoro † (seconda metà dell'XI secolo)[21]
- Basilio † (prima del 1082 - dopo il 1094)[21]
- Anonimo † (menzionato nel 1116)[21]
- Costantino † (prima del 1161 - dopo il 1171)
- Alessio † (menzionato nel 1275)

### Arcivescovi titolari
- Bernard Adriaan (Jordaan) Gijlswijk, O.P. † (2 dicembre 1922 - 22 dicembre 1944 deceduto)
- Octavio Antonio Beras Rojas † (2 maggio 1945 - 10 dicembre 1961 succeduto arcivescovo di Santo Domingo)
- Bolesław Kominek † (19 marzo 1962 - 28 giugno 1972 nominato arcivescovo di Breslavia)